# Ivan Pavao I.
Blaženi Ivan Pavao I. lat. Beatus Ioannes Paulus PP. I. (Forno di Canale, Veneto, 17. listopada 1912. – Rim, 28. rujna 1978.), rođen kao Albino Luciani, 263. poglavar Katoličke Crkve, papa u kolovozu i rujnu 1978. Poznat je pod nadimcima »nasmijani papa« i »rujanski papa«. Ubraja se među pape s najkraćim pontifikatima u povijesti. 
U nedjelju 4. rujna 2022., tijekom svečanoga misnoga slavlja na Trgu svetoga Petra u Rimu, papa Franjo proglasio ga je blaženikom Katoličke Crkve.

## Raniji život
Albino Luciani rodio se 17. listopada 1912. u Forno di Canaleu (sada Canale d'Agordo) u radničkoj obitelji, kao prvo od četvero djece Giovannija Lucianija i Bartole, rođene Tancon. Već kao dijete želio je postati svećenikom. S jedanaest godina odlazi u sjemenište u Feltreu te nastavlja školovanje na Gregorijanskom sjemeništu u Bellunu. Za svećenika je zaređen 1935. godine. Vraća se u Belluno gdje se bavi pastoralnim radom u biskupiji i postaje zamjenikom rektora sjemeništa. Godine 1947. stječe doktorat iz teologije na Papinskom sveučilištu Gregoriana u Rimu, te obnaša dužnost generalnoga vikara biskupije Belluno i Feltre.
Godine 1958. papa Ivan XXIII. imenuje ga biskupom Vittorio-Veneta. O tom imenovanju osobni tajnik pape Ivana XXIII., msgr. Loris Capovilla prepričao je Papino razmišljanje: „Kako je moguće  –  zapitao se papa  – da su dokumenti o tome Lucianiju ostali po strani? Zašto još nije biskup?” Na to je Papi odgovoreno da je Luciani ocijenjen kao pobožan čovjek, dobrodušan, te kao izvrstan teolog, no kako postoje dva problema. Luciani je boležljiv i plah. Tada je Papa rekao: „Pa iako je zdravlje problem, ipak ću ga imenovati biskupom. Ako umire, neka umre kao biskup.” Bila je to karijera protiv njegove volje. Kao biskup oduševljeno sudjeluje u radu Drugoga vatikanskoga sabora. Za vrijeme trajanja Sabora (Koncila) umire papa Ivan XXIII. Luciani slijedi u svemu novoga papu Pavla VI., i brani njegova stajališta. Sam je jednom prilikom rekao: „Nije važno vladanje, nego služenje.” Godine 1969. papa Pavao VI. imenuje ga patrijarhom Venecije, a 1973. godine i kardinalom. Iako se politički naizgled priklonio ljevici, javno se izjasnio kako je komunizam nespojiv s kršćanstvom. Bio je sklon reformama, te se protivio raskošnim svečanostima. Poticao je župnike da, ako je to potrebno, rasprodaju crkveno posuđe u korist siromaha. Objavio je knjigu „Ilustrissimi” – splet duhovnih pisama povijesnim i izmišljenim osobama, koja je objavljivao u Vjesniku sv. Ante (tal. Messaggero di sant‘Antonio). Među ostalima, u tim se pismima  obraćao i Pinocchiu, Mariji Tereziji, Marku Twainu i inima.

## Izbor za papu
U kolovozu 1978. iznenada umire papa Pavao VI. Luciani je na samom početku konklava već naslućivao ishod glasovanja. Od samoga početka bio je papabile (najizgledniji kandidat). U konklavama je sudjelovalo 111 kardinala, što je do tada predstavljalo najveći broj izbornika. Na jednomu od glasovanja, jedan od kardinala uručio mu je ceduljicu s napisanim: „Mi pare che adesso tocca a te” (tal. „Čini mi se da si sada ti na redu”), na što je Luciani uzvratio ceduljicom:  „Nol xe sta pasta de che se fa‘ gnocchi” (tal. „Nije ovo tijesto za učinit‘ njoke”, misleći pri tomu na sebe). Nakon samo četiri kruga glasovanja 26. kolovoza 1978. izabran je za papu. Iako je malteškom prelatu, budućemu kardinalu, Prosperu Grechu rekao kako će odbiti izbor bude li izabran, nakon izbora Luciani  je okupljenim kardinalima rekao: „Gospodo kardinali, neka Vam Bog oprosti to što ste mi učinili...” Uzima ime Ivan Pavao I., po uzoru na svoje predhodnike Ivana XXIII. i Pavla VI., jer kako je rekao, prvi ga je imenovao biskupom, a drugi kardinalom. Želio je nastaviti njihovim putem u duhu Drugoga vatikanskoga koncila.

## Pontifikat
Bio je prvi papa s dvostrukim imenom; prvi koji nije krunjen tijarom, i prvi papa koji nije rabio »pluralis maiestaticus« - vladarsku množinu veličanstva. Na svojoj prvoj svetoj misi u Sikstinskoj kapeli,  otvoreno je priznao kardinalima neiskustvo riječima: „Nadam se da će moja subraća kardinali meni jadnomu pomoći nositi križ ove službe. U određenome mi je smislu žao što se ne mogu vratiti jednostavnomu svećeničkomu životu. Uvijek sam imao male dijeceze.” Prekinuo je 820 godina dug običaj krunidbe novoizabranog pape papinskom krunom, koju je već njegov predšasnik Pavao VI. prestao nositi. Papinska krilatica bila mu je »Humilitas« (lat. poniznost). Ivan Pavao I. prvi je papa koji nije želio biti nošen na nosiljci »sedia gestaroria«, ali na zamolbu mnogih vjernika nerado je na to pristao. Na jednoj od svojih općih audijencija okupljenom mnoštvu je rekao: „Nitko mi nikad nije rekao: - Bit ćeš papa! - O, da mi je netko nekada to rekao, više bih bio učio i bolje se pripremio”. U svojim homilijama često se služio anegdotama i jednostavnim rječnikom. Zabilježeno je kako je djevojčica, koja je na očevim ramenima slušala njegovu prvu nedjeljnu katehezu uz molitvu Anđeoskoga pozdrava, po završetku uzviknula: „Tata, sve sam razumjela!” Prvi i jedini puta izašao je iz Vatikana 23. rujna, i pošao do bazilike sv. Ivana Lateranskog, kako bi preuzeo službu rimskoga biskupa.

## Papina smrt
Stečaj banke Ambrosiano za koju su bili suodgovorni i dužnosnici Vatikanske banke mnogi su povezivali s papinom smrću, no uzročno-posljedična veza nikad nije utvrđena. Tvrdilo se i kako ga je otrovala mafija, no takve su pretpostavke odbačene, a u beatifilacijskoj dokumentaciji naknadno je još jednom utvrđen prirodan uzrok smrti.
Pokopan je u kripti bazilike sv. Petra.

## Beatifikacija
Prvi dio postupka dovršen je 2017. u njegovoj rodnoj Bellunskoj biskupiji, nakon čega je nastavljen u Rimu. Liječničko vijeće zaključilo je 2021. kako je ozdravljenje po njegovomu zagovoru nema medicinskoga objašnjenja. Čudo se odnosilo na tada jedanaestogodišnju djevojčicu Candeleu Giardu u Buenosaireskoj nadbiskupiji, koja je 2011. medicinski neobjašnjivo ozdravila od encefalopatije. Papa je u 13. listopada 2021. potpisao dekret o čudu po njegovu zagovoru. U nedjelju 4. rujna 2022., papa Franjo proglasio ga je blaženim na Trgu svetog Petra u Rimu.
Dana 22. srpnja 2011. liječnici Candeleinoj majci priopćavaju kako vjerojatno neće preživjeti noć. Na prijedlog vlč. Joséa Dabustia, čiju je župu majka pohodila po Candeleinoj hospitalizaciji moleći svećenikov posjet, zajedno je s majkom i medicinskim sestrama molio zagovor Ivana Pavla I. Još su iste noći bili vidljivi znakovi oporavka te je, unatoč liječničkim predviđanjima o vegetativnom stanju, s motrišta medicine Candele neobjašnjivo ozdravila.

## Vanjske poveznice
- LZMK / Hrvatska enciklopedija: Ivan Pavao I.
- LZMK / Proleksis enciklopedija: Ivan Pavao I.